# Toyota Mark X
La Toyota Mark X est une voiture produite par la marque automobile japonaise Toyota lancée en novembre 2004.
Grande routière à roues arrière motrices (ou à transmission intégrale selon les versions), la Mark X est arrivée fin 2004 dans une gamme Toyota assez encombrée de grosses berlines : on y trouvait l'éternelle et grande famille Crown mais aussi les Brevis et Progres ; ces dernières amorçaient toutefois leur fin de carrière. La Mark X remplaçait la Mark II ainsi que l'insolite Verossa qui n'avait pas trouvé son public, s'éclipsant après une carrière de seulement trois ans.
Développée uniquement pour l'Asie, la Mark X n'est pas distribuée en Europe, ni même aux États-Unis. Elle se rencontre en revanche en Chine sous l'appellation Reiz.
Livrable uniquement en berline 4 portes, cette routière, qui n'a techniquement rien en commun avec la Toyota Mark X Zio a bénéficié d'un restylage à l'occasion du Tokyo Motor Show d'octobre 2009.
La production de la Mark X a cessé le 23 décembre 2019.

## Carrière
La Mark X a fait une belle année 2005 au Japon avec 64 000 exemplaires livrés. Sa diffusion a reculé à 46 000 dès 2006 pour descendre à 21 100 en 2008. Ses ventes fléchissaient encore de 50 % sur les 9 premiers mois de 2009, avant l'intervention de son restylage. Celui-ci avait toutefois un effet bénéfique puisque l'année terminait finalement à - 22 % avec 16 400 ventes. En 2010, la diffusion au Japon a plus que doublé, pour remonter à 35 000 exemplaires.
En Chine, sa carrière est encore meilleure avec 44 000 ventes en 2009 et 51 800 en 2010. Sa sœur la Camry se vend cependant encore trois fois plus alors qu'au Japon celle-ci ne fait que de la figuration.